# Neobisium stygium
Espèce
Synonymes
- Neobisium meuseli Beier, 1931
- Obisium minoum Beier, 1931
- Neobisium stygium padewiethi Beier, 1938
- Neobisium stygium csikii Beier, 1938

Neobisium stygium est une espèce de pseudoscorpions de la famille des Neobisiidae.

## Distribution
Cette espèce se rencontre en Croatie et en Slovénie.

## Description
Neobisium stygium mesure de 4 à 4,5 mm.

## Systématique et taxinomie
Obisium minoum a été placées en synonymie par Helversen et Martens en 1972
Neobisium meuseli, Neobisium stygium padewiethi et Neobisium stygium csikii ont été placées en synonymie par Mahnert en 1974.

## Publication originale
- Beier, 1931 : Zur Kenntnis der troglobionten Neobisien (Pseudoscorp.). Eos, vol. 7, p. 9-23 (texte intégral).